# Coenotephria umbrifera
Coenotephria umbrifera là một loài bướm đêm trong họ Geometridae.